# OEIS
On-Line Encyclopedia of Integer Sequences, forkortet OEIS (også kaldet Sloane's) er en database over matematiske heltalsfølger.